# Sandro Forner
Sandro Alexandre Forner (Amparo, 16 de dezembro de 1970) é um treinador e ex-futebolista brasileiro que atuava como zagueiro. Atualmente comanda o time Sub-20 do Operário Ferroviário.

## Carreira

### Como jogador
Sandro foi formado nas categorias de base da Ponte Preta.
Pelas Seleções de Base, participou do Sul-Americano Sub-17 em 1986, Mundial Sub-17 em 1987 e do Campeonato Mundial de Futebol Sub-20 de 1989, que terminou em terceiro lugar.
Sandro atuou no Coritiba entre 1997 e 1999.
Jogou no Fluminense entre 1999 e 2000, sendo campeão da Série C no primeiro ano.

### Como treinador
Em 15 de dezembro de 2017, foi promovido a treinador do Coritiba, mas foi demitido em 14 de abril de 2018 após 20 jogos: sete vitórias, cinco empates e oito derrotas, com um total 43% de aproveitamento.
Em 6 de dezembro de 2018, foi contratado pelo São Paulo para ser auxiliar-técnico de André Jardine para a temporada de 2019.
Em 2019, após uma breve passagem no comando do Maringá, assumiu o Sub-20 da Ponte Preta.
No final de 2021, deixou a equipe da Ponte Preta, onde chegou como técnico do Sub-20 e em alguns momentos até assumiu a equipe principal de maneira interina, ocupando até então o cargo de auxiliar-técnico da equipe principal.
Em 2022, chegou ao Operário Ferroviário para trabalhar nas categorias de base, inicialmente no comando da equipe Sub-19.

## Títulos

### Como jogador
Fluminense
- Campeonato Brasileiro Série C: 1999

Coritiba
- Campeonato Paranaense: 1999

ABC
- Campeonato Potiguar: 1993

Nissan
- Copa do Imperador: 1990

### Como treinador
Coritiba
- Taça Dionísio Filho: 2018